# دوري أوفرواتش
دوري أوفرواتش (بالإنكليزية: Overwatch League) هو دوري رياضات إلكترونية محترف للعبة الفيديو أوفرواتش. خلال مؤتمر بليزكون لعام 2016، أعلنت شركة بليزارد إنترتينمنت عن خططها لتأسيس الدوري عن طريق منظمة مكونة من فِرق دائمة تتنافس في رابطة رياضية على غرار المسابقات الرياضية البدنية التقليدية في الولايات المتحدة بدلًا من نظام هبوط وترقية الأندية المستخدَم في رياضات إلكترونية أخرى مثل سلسلة بطولات ليغ أوف ليجيندز.

## صيغة الدوري
سيجري دوري أوفرواتش على غرار أغلبية الدوريات الرياضية المحترفة بدلًا من اتباع نمط الرياضات الإلكترونية الأخرى. يضمّ الدوري 12 فريقًا حاليًا. ستُخاض مجموعة من المباريات الودية في ديسمبر 2017 قبيل بدء موسمه الافتتاحي، وستُخاض مباريات الدوري بين يناير ويونيو 2018 تأتي بعدها المرحلة الإقصائية المؤدية للفوز ببطولة الدوري في يوليو 2018. ستأخذ جميع مباريات الموسم الأول للدوري مجراها في ملعب بليزارد بمدينة لوس أنجيليس، ولكن بليزارد تخطط لتطبيق صيغة مباريات ذهاب وإياب مماثلة للدوريات الرياضية المحترفة في وقت لاحق.
من أجل دعم مشاهدة بث المباريات، فقد طبّقت بليزارد تغييرات تجميلية على اللعبة. أصبح لدى كل فريق مخطط ألوان مميز سيتبين في جلود الشخصيات وشعارات الفِرق وأسمائها خلال المباريات. كما تتوقع بليزارد توفير هذه الجلود بداخل اللعبة الأصلية. عملت بليزارد أيضًا على ابتكار مصوِّر ذي ذكاء صناعي يتابع مجرى اللعب وإعادات مختارة للحظات هامة من المباراة.
في الموسم الافتتاحي، الموسم الرئيسي مكوّن من أربع مراحل يستمر كل منها لمدة خمسة أسابيع بثلاث مباريات تُخاض كل يوم وأربعة أيام في الأسبوع (من الأربعاء حتى السبت) وفترة راحة لمدة 10 أيام بين كل مرحلة. تضمّ كل مباراة فريقين يلعبان عبر أربع خرائط مختلفة بناءً على قوانين اللعب التنافسي العادية التي قد تسمح بحالات التعادل. وبذلك، سيلعب كل فريق 40 مباراة عادية خلال الموسم: 20 ضد الفِرق الأخرى في ذات المجموعة و20 ضد فِرق المجموعة الأخرى. تأتي بعد نهاية كل مرحلة مباريات إقصائية مبنية على أداء كل فريق في تلك المرحلة ليكسب الفائز بالمرحلة جائزة 125 ألف دولار أميركي.
مرحلة ما بعد الموسم مبنية على أداء الفِرق عبر كافة مباريات الموسم الأساسي وعبر كافة مراحل الموسم. يكسب الفريق الفائر بصدارة المجموعة فترة راحة في بداية مرحلة ما بعد الموسم بينما تتنافس الفِرق الأربع الواقعة تحت الفائز بالمجموعة خلال مباريات إقصائية قبل المواجهة في مباريات نصف النهائي والمباراة النهائية. سيستلم الفريق الفائز بالدوري مليون دولار أميركي ويبلغ مجموع الجوائز المالية عبر كافة المراحل والنهائيات 3.5 مليون دولار أميركي.

## التاريخ
خلال مؤتمر بليزكون في أوائل نوفمبر 2016، أعلن الرئيس التنفيذي لشركة أكتيفيجن بليزارد روبرت كوتيك عن إنشاء دوري أوفرواتش، حيث توظِّف الأندية الرسمية المشارِكة في الدوري لاعبي أوفرواتش للتنافس في الملاعب أو عن طريق البث المباشر عبر الإنترنت. عُقد اجتماع لمالكي الأندية المحتملين في مؤتمر بليزكون بعد الإعلان عن الدوري وكان من بين الحاضرين مالك فريق نيوإنغلاند بيتريوتس روبرت كرافت ومالك لوس أنجيليس رامز ونادي آرسنال ستان كرونكي. أكد كوتيك أن «لا شيء من هذا القبيل قد حدث بالفعل» في إشارة إلى عالم الرياضات الإلكترونية، واصفًا دوري أوفرواتش بالرابطة الرياضية المحترفة التي تمنح لاعبيها رواتب مالية واستحقاقات. كما وصف طبيعة الفِرق كونها تتخذ من مختلف المدن العالمية مقرات لها وإنه يجب على مالكيها «السعي نحو تطوير الفريق ولاعبيه». ذكر التقرير المالي لأكتيفيجن لعام 2016 أن الشركة تترقب «بيع الأندية وحقوق البث الإعلامي» للدوري خلال عام 2017.
ستساهم بليزارد في تنظيم أصحاب الفِرق المحتملين وستهدف إلى إشراك المزيد من الفِرق المحلية، حيث يأملون أنها ستساعد في إثارة اهتمام أكبر بالرياضات الإلكترونية من جانب المتفرجين والرعاة المحتملين من خلال النشاطات الجديدة التي تدور حول دعم فريق محلي. تتوقع بليزارد أن دوري أوفرواتش سوف يقدم جائزة مالية مليونية للفريق الفائز في نهاية الموسم، لكنها لا تزال تخطط لدفع رواتب لكافة لاعبي الدوري. كما من المتوقع بدء الموسم الأول المختصر للدوري في الربع الثالث لعام 2017، ولكنه سيبدأ بمواسم كاملة ابتداءً من عام 2018 مع فترات استراحة لمدة نصف عام بدءًا من الربع الرابع لنفس العام. قبل بدء الدوري، فإن بليزارد تخطط لإدارة «مَجمَع» يتنافس فيه اللاعبون من أجل عقود مضمونة مع الأندية. سيضمن اللاعبون المختارون للمشاركة في الدوري راتبًا سنويًا بمقدار 50 ألف دولار على الأقل مع استحقاقات صحية وتقاعدية إضافةً إلى المسكن والدعم التدريبي، كما تُلزِم بليزارد هذه الفِرق على تقاسم 50% من مكافآت الموسم على الأقل مع اللاعبين وصرّحت أن ما لا يقل عن 3.5 مليون دولار ستتوفر كمكافآت خلال الموسم الأول.
كما تخطط بليزارد لإدارة دوري من الدرجة الثانية يُدعى «منافسو أوفرواتش» (بالإنكليزية: Overwatch Contenders) يقع أسفل دوري أوفرواتش في هرم البطولات ويسمح للأندية المحترفة باكتشاف لاعبين جدد. خلال موسمه الافتتاحي الملقب بـ«الموسم صفر» (Season Zero)، تستطيع فِرق من أميركا الشمالية وأوروبا التسجيل والمشاركة فيه وفي النهاية ستتنافس ثمانية فِرق من كل منطقة في بطولة إقصائية. سوف تتنافس هذه الفِرق في سلسلة منتظمة من المباريات خلال المواسم اللاحقة. قد تتوسع المواسم المقبلة لإشراك مناطق أخرى مثل آسيا.
في مايو 2017، ذكرت إي إس بي إن أن الدوري كان يواجه صعوبات في بيع الأندية وعزت الأمر لمسألتين: الأولى هي التكلفة الأساسية الباهظة لتأسيس الفِرق، حيث أن الكلفة تبدأ بسعر 20 مليون دولار مع ارتفاع التكاليف في مناطق حضارية كبيرة مثل نيويورك ولوس أنجيليس ورسوم تأسيس أعلى بكثير من غيرها من الرياضات الإلكترونية. المسألة الثانية تعود إلى عدم بدء تقاسم الإيرادات حتى عام 2021، مما يصعِّب عملية استرداد التكاليف للأندية.
كُشِف عن أول سبعة فِرق في يوليو 2017 وأُعلِن عن تأسيس أندية إضافية في الأشهر اللاحقة. مع تحديد أول 12 فريق بحلول منتصف ديسمبر، فقد أعلنت بليزارد أن موسمها الأول سوف يأخذ مجراه من يناير حتى يونيو 2018 إضافة إلى مباريات وديّة في ديسمبر 2017 ومسابقة البطولة في يوليو 2018. قبل ذلك، كانت أعلنت بليزارد أنها استحوذت على إحدى مرافقها السابقة في أستديوهات بربانك بمدينة بربانك، كاليفورنيا وحوّلتها إلى «ملعب بليزارد» Blizzard Arena، مرفق للرياضات الإلكترونية سيُستخدَم في البداية لخوض مباريات منافسو أوفرواتش ودوري أوفرواتش إضافة إلى رياضات بليزارد الإلكترونية الأخرى.
في يوليو 2017، ورد أن رابطة دوري كرة القاعدة الرئيسي أصدرت شكوى بشأن العلامة التجارية للشعار الذي سجّلته بليزارد لدوريها، حيث ذكرت في شكواها لمكتب الولايات المتحدة لبراءات الاختراع والعلامات التجارية إنهم شعروا أن شعار بليزارد يشابه شعارهم للغاية، مما قد يسبب الالتباس والخلط.

## الفِرق
سيتنافس 12 فريقًا حاليًا يقع كل منها في مدينة عالمية في الموسم الأول عام 2018. الفِرق مقسّمة على مجموعتين: مجموعة الهادئ التي تضمّ فِرقًا تقع على الساحل الغربي للولايات المتحدة وأخرى في شرق آسيا، ومجموعة الأطلسي التي تضمّ فِرقًا أوروبية وأخرى تقع على الساحل الشرقي للولايات المتحدة:
| المجموعة           | الفريق                                       | المدينة        | المالك |
| ------------------ | -------------------------------------------- | -------------- | --- |
| مجموعة الهادئ PAC  | دالاس فيول Dallas Fuel                       | دالاس          | Team Envy (منظمة رياضات إلكترونية) |
| مجموعة الهادئ PAC  | لوس أنجيليس غلادِيَيتُرز Los Angeles Gladiators | لوس أنجيليس    | مجموعة كرونكي للرياضة والترفيه التي تدير نادي آرسنال ولوس أنجيليس رامز (كرة قدم أميركية) ودنفر ناغتس (كرة سلّة) وكولورادو أفالانتش (هوكي جليد) |
| مجموعة الهادئ PAC  | لوس أنجيليس ڤاليَنت Los Angeles Valiant       | لوس أنجيليس    | منظمة Immortals (فريق رياضات إلكترونية) |
| مجموعة الهادئ PAC  | سان فرانسيسكو شوك San Francisco Shock        | سان فرانسيسكو  | مؤسسة NRG eSports (فريق رياضات إلكترونية) |
| مجموعة الهادئ PAC  | سول داينَستي Seoul Dynasty                    | سول            | كيفِن تشَو، أحد مؤسسي شركة إنتاج ألعاب الفيديو Kabam                                                                                            |
| مجموعة الهادئ PAC  | شانغهاي دراغُنز Shanghai Dragons              | شانغهاي        | نت إيز، شركة إنترنت صينية وشريك إقليمي لبليزارد                                                                                               |
| مجموعة الأطلسي ATL | بوسطن أبرايزِنغ Boston Uprising               | بوسطن          | كرافت فودز، مالك فريق نيو إنغلاند بَيتريوتس (كرة قدم أميركية)                                                                                  |
| مجموعة الأطلسي ATL | فلوريدا مَيهام Florida Mayhem                 | ميامي-أورلاندو | منظمة Misfits (فريق رياضات إلكترونية) |
| مجموعة الأطلسي ATL | هيوستن آوتلاوز Houston Outlaws               | هيوستن         | OpTic Gaming (منظمة رياضات إلكترونية) |
| مجموعة الأطلسي ATL | لندن سبِتفايَر London Spitfire                 | لندن           | منظمة Cloud9 للرياضات الإلكترونية |
| مجموعة الأطلسي ATL | نيويورك إكسَلسِيور New York Excelsior          | نيويورك        | Sterling VC |
| مجموعة الأطلسي ATL | فيلادلفيا فيوجِن Philadelphia Fusion          | فيلادلفيا      | Comcast Spectator، مالك فريق فيلادلفيا فلايرز (هوكي جليد)                                                                                     |

## الموسم الأول
ستبدأ المباريات الودية السابقة للموسم الافتتاحي يوم 6 ديسمبر 2017. يبدأ الموسم الرسمي يوم 10 يناير ويستمر حتى يونيو 2018 وبعده المرحلة الإقصائية والمباراة النهائية في يوليو. ستلعب الفِرق في ملعب بليزارد الواقع في لوس أنجيليس، ولكن بليزارد أعربت عن أملها بأن تسافر الفِرق للتنافس في مدنها الأم مستقبلًا. عقدت شركتا إنتل وإتش بي اتفاقيات متعددة السنوات تتضمن توفير أجهزة الحاسب الآلي للّعب ومعالجات إنتل لتكونا بذلك أول شركتين راعيتين للدوري.

## الروابط الخارجية
- الموقع الرسمي